# 倖月美和
倖月 美和（こうづき みわ、1975年3月6日 - ）は、日本の女性声優。長野県出身。81プロデュース所属。

## 略歴
保育園時代のお遊戯会で『鶴の恩返し』のつう役を演じて芝居に目覚めた。
小学校時代は担任の教師に朗読したテープを持って聞いてもらっており、小学5年生の時に演劇クラブ、小学6年生の時に人形劇クラブに所属していた。
中学校時代は東京都まで週1でプロダクションの芝居の稽古に通っていたが、高校受験で退所。当時の授業のクラブでは中学1年生の時は演劇、中学2年生の時は人形劇、中学3年生の時は影絵に所属し、部活はブラスバンド部に所属してた。
高校時代は放送委員会に3年間所属し、各放送コンクール朗読部門県最優秀賞や県代表として全国大会に出場した経験があり、同時に番組部門のナレーションを担当全国大会出場していた。
高校時代の映画の最終審査では親と一緒に面接を受けに行き、「あなたは、将来映画とTVどちらでやっていきたいですか？」と聞かれ、倖月は「TVです！」と答えてたところ「うちは映画会社だから」と言われて落選。その後、映画の最終まで残り、1か月のワークショップに参加するが、落選。
短期大学時代は写真とグラフックデザインを学びアルバイトでテレビドラマなどのエキストラを始める。
短期大学卒業と同時にすべてやめて、CMのオーディションを受けるも落選。その時に審査に来ていた劇団の主宰にスカウトされたが、仕事やバイトは辞めて劇団と芸能活動に全てを捧げるように言われた。そうしたかったものの、ある理由で断念。高校時代にコンクールの審査員をしていたアナウンサーが、「君は役者じゃなくてアナウンサーになると思ったのに…!」と言う言葉を思い出し、声優になろうと決意したという。

## 人物
声優・ナレーターの他に芝居も行っている。また、一部の作品では主題歌も歌っている。

## 出演
太字はメインキャラクター。

### テレビアニメ
1998年
- よいこ（小沢さん、南くん 他）

2002年
- 砂漠の海賊!キャプテンクッパ（美女ロボット）
- わがまま☆フェアリー ミルモでポン!（2002年 - 2004年、観客、ツツジ先生 他） - 3シリーズ

2003年
- クレヨンしんちゃん（2003年 - 2023年、葉月ちゃん、CMの女の子）
- 金色のガッシュベル!!（美女）
- 絶体絶命でんぢゃらすじーさん（効果ギャル）
- DEAR BOYS（女生徒）

2004年
- あたしンち（2004年 - 2016年、里奈、ポン子、女の子） - 2シリーズ
- Wind -a breath of heart-（鳴風みなも）
- ギャラクシーエンジェルX（リポーター）
- 蒼穹のファフナー（放送）
- MAJOR 1st season（美貴）

2005年
- アークエとガッチンポーてんこもり（売店のお姉さん）
- ああっ女神さまっ（女神、レポーター）
- とっとこハム太郎（絵美）
- メルヘヴン（ベニー、女子生徒A、村人女性）

2006年
- きらりん☆レボリューション（ファン、女優、なーやん、田中英子）
- ワンワンセレプー それゆけ!徹之進（黒金麗華）

2007年
- 銀魂（参丸伍號、ギャル、くりんちゃん）

2008年
- イナズマイレブン（2008年 - 2011年、如月まこ、幽谷博之、円堂温子、宮坂了）
- 屍姫（2008年 - 2009年、雛子） - 2シリーズ
- ドラえもん（テレビ朝日版第2期）（花賀さき子）

2009年
- 極上!!めちゃモテ委員長（アナウンス）

### 劇場アニメ
- Pia♥キャロットへようこそ!! 劇場版〜さやかの恋物語〜（2002年、愛沢ともみ）
- 劇場版ポケットモンスター アドバンスジェネレーション 七夜の願い星 ジラーチ（2003年、ポケモンたち）
- 劇場版 とっとこハム太郎 はむはむぱらだいちゅ! ハム太郎とふしぎのオニの絵本塔（2004年、女学生A）
- クレヨンしんちゃん 伝説を呼ぶ 踊れ!アミーゴ!（2006年、葉月）
- 劇場版イナズマイレブン 最強軍団オーガ襲来（2010年、如月まこ）

### OVA
- With You 〜みつめていたい〜（2000年、信楽美亜子）
- Canvas 〜セピア色のモチーフ〜（2001年、橘天音）
- Wind -a breath of heart-（2004年、鳴風みなも）
- いちご100%〜桜海学園エクソダス編〜（2005年、女生徒C）
- カーニバル・ファンタズム（2011年、有間都古）

### ゲーム
2000年
- 絆という名のペンダント with TOYBOXストーリーズ（信楽美亜子）
- パンドラMAXシリーズVOL.4 Catch! 〜気持ちセンセーション〜（日比野まこと）
- ゴーゴー・アイ・ランド（雛岸希）

2001年
- ディジタル・ホームズ（エミリア・カートライト）

2002年
- THE 恋愛アドベンチャー 〜BITTERSWEET FOOLS〜（ティ）
- MELTY BLOOD（有間都古）
- ゆきんこ☆ばぁにんぐ（神代ゆーな）

2003年
- Wind -a breath of heart-（鳴風みなも） - DC版 / PS2版
- グローランサーIV（エレナ）
- ぷよぷよフィーバー（アコール先生、ポポイ）

2004年
- Quest of D
- コロッケ! バン王の危機を救え（ライム）
- 水月 〜迷心〜（牧野那波）
- バーチャファイター サイバージェネレーション 〜ジャッジメントシックスの野望〜（トーカ）
- MELTY BLOOD Re・ACT（有間都古）
- 爆封スラッシュ! キズナ 嵐（サキ）

2005年
- イリスのアトリエ エターナルマナ2（ヴィーゼ・ブランシモン）
- Natural2 -DUO- 〜桜色の季節〜（江崎日奈美）
- ファンタスティックフォーチュン2☆☆☆（金色の少女、ベル）
- ぷよぷよフィーバー2（アコール先生、ポポイ）
- 北斗の拳（リン）
- 武蔵伝II ブレイドマスター（ミセラ姫）
- MELTY BLOOD Act Cadenza（有間都古）

2006年
- イリスのアトリエ グランファンタズム（ノエイラ・マーテル）
- 戦国キャノン
- ぷよぷよ! Puyopuyo 15th anniversary（アコール先生、ポポイ）

2008年
- MELTY BLOOD Actress Again（有間都古）

2009年
- イナズマイレブン2 脅威の侵略者（円堂温子）
- サイキン恋シテル?（白井保奈美）
- ボーダーブレイク（まじめタイプ「リサ」）

2010年
- イナズマイレブン3 世界への挑戦!!（円堂温子）
- MELTY BLOOD Actress Again Current Code（有間都古）

2011年
- イナズマイレブン ストライカーズ（2011年 - 2012年、アルテミス、幽谷博之、如月まこ、宮坂了、多摩野五郎） - 3作品
- クレヨンしんちゃん 宇宙DEアチョー!? 友情のおバカラテ!!
- ぷよぷよ!! Puyopuyo 20th anniversary（アコール先生、ポポイ）

2013年
- 電波人間のRPG3（さつき）
- ぷよぷよ!!クエスト（2013年 - 2021年、アコール先生、ポポイ、ウーニャ、シュリータ）

2014年
- ぷよぷよテトリス（アコール先生、ポポイ）

2019年
- ネルケと伝説の錬金術士たち 〜新たな大地のアトリエ〜（ヴィーゼ・ブランシモン）

2021年
- ぷよぷよテトリス2（アコール先生）

### アダルトゲーム
1998年
- With You 〜みつめていたい〜（信楽美亜子）
- Pia♥キャロットへようこそ!!2 セガサターン版（愛沢ともみ）

1999年
- Lipstick Adv.EX（藤田瑠恵子）
- うぃずゆーTOYBOX（信楽美亜子）
- トゥインクルレビュー（雛岸希）
- ラヴィドシャトゥ（テレジア・ミュンヒレイザ）

2000年
- Canvas 〜セピア色のモチーフ〜（橘天音）
- 光を…（氷川みるく、みしぇーる）
- Love Love Navigation 恋の免許講習（七瀬菜月）
- 同窓会メモリアルパッケージ（佐伯夏奈子）

2001年
- Lipstick ADV.4（板崎梨恵子）
- univ 〜恋・はじまるよっ〜（前田健一）
- NAKED BLUE Canvas Wallpaper Collection（橘天音）
- 同窓会again（佐伯夏奈子）
- 同窓会refrain（佐伯夏奈子）
- Pia♥キャロットへようこそ!!3（愛沢ともみ）

### ドラマCD
時期不明
- イリスのアトリエ エターナルマナ2 オリジナルドラマ（ヴィーゼ・ブランシモン）
- 彼氏彼女の事情 メモリアルドラマCD FINAL ACT（有馬咲良）
- With You 〜みつめていたい〜 ドラマCD（信楽美亜子）
- ドラマCD TVアニメーション版 Wind -a breath of heart-（鳴風みなも）
- ドラマCD Canvas 〜セピア色のモチーフ〜 Featuring 橘天音（橘天音）
- ドラマCD Pia♥キャロットへようこそ!!3（愛沢ともみ）
- BITTERSWEET FOOLS Dolce（ティ）

2002年
- ドラマCD 月陽炎（幸野双葉）

2004年
- キス・キス（藤咲奈緒）※ちゃお2004年12月号付録

2005年
- ドラマCD 水月〜夢雫〜（牧野那波）

### 吹き替え
- アライバル2
- アルナーチャラム 踊るスーパースター
- カバーミー（オードリー ディクソン、デミトリー少年時代）
- きれいなおかあさん
- クレヨンボックス（子猫のドティ）
- サイバーキッズ（カイル（主）イアンの先生）
- シャトル・クラッシュ（バーバラ）
- ジャンダラ 背徳の情事（ゲーオ〈7歳〉）
- 新ホワイトバッチ〜地獄の戦場〜（キョンスク）
- デザート・フォース
- ネバーランド
- バニシング エアー（キャサリン マイルズ）
- 百一夜（シルヴィー）
- ムーラン2
- LEONARDO DiCaprio（セレナ・ヤング）

### ラジオ
- Webラジオ Piaキャロットへようこそ!!3
- 藤咲かおりの電脳楽園

### ナレーション
- 櫻井探偵事務所
- 高校講座 チョー基礎から始めよう!ベーシック数学（NHK教育）
- 調べてゴー（うめよちゃん、NHK教育）
- 雑誌「最強のりものヒーローズ」（隔月刊）付録DVD（Gakken）
- ちびっこバス　タヨ

## ディスコグラフィ

### 歌手参加楽曲
| 発売日         | 商品名                                                | 歌       | 楽曲                                              | 備考                                                          |
| -------------- | ----------------------------------------------------- | -------- | ------------------------------------------------- | ------------------------------------------------------------- |
| 2001年7月27日  | Water Summer 水夏〜SUIKA〜 オリジナルサウンドトラック | 倖月美和 | 「Fragment〜Thought to wish to the stalit sky〜」 | PCゲーム『水夏』エンディングテーマ                            |
| 2002年8月9日   | 妙なる調べ 「雪の華」オリジナルサウンドトラック       | 倖月美和 | 「雪の華」                                        | PCゲーム『雪の華』主題歌                                      |
| 2003年1月30日  | Wind -a breath of heart- ソフマップ予約特典CD「FLOW」 | 倖月美和 | 「FLOW」                                          | ゲーム『Wind -a breath of heart-』DC・PS2版オープニングテーマ |
| 2010年11月11日 | CIRCUS 10th Collect                                   | 倖月美和 | 「Infantaria 〜インファンタリア〜」               | PCゲーム『Infantaria』オープニングテーマ                      |
| 2010年11月11日 | CIRCUS 10th Collect                                   | 倖月美和 | 「SOW」                                           | PCゲーム『Infantaria』エンディングテーマ                      |

### キャラクターソング
| 発売日         | 商品名                                                               | 歌 | 楽曲                                     | 備考                                                                    |
| -------------- | -------------------------------------------------------------------- | --- | ---------------------------------------- | ----------------------------------------------------------------------- |
| 2000年2月10日  | TWINKLE REVUE SOUNDTRACK                                             | 雛岸希（倖月美和） | 「my little summer」                     | PCゲーム『トゥインクルレビュー』雛岸希エンディングテーマ                |
| 2003年5月21日  | Pia♥キャロットへようこそ!! 劇場版〜さやかの恋物語〜 サウンドトラック | 高井さやか（かかずゆみ）、愛沢ともみ（倖月美和）、羽瀬川朱美（草柳順子）、岩倉夏姫（根谷美智子）、君島ナナ（望月久代）、冬木美春（今井由香） | 「渚のウェイトレス」                     | 劇場アニメ『Pia♥キャロットへようこそ!! 劇場版〜さやかの恋物語〜』挿入歌 |
| 2004年1月30日  | SERENE "Wind -a breath of heart-" Vocal collection                   | 鳴風みなも（倖月美和） | 「Fairy Snow」 「moon whisper」          | PCゲーム『そよかぜのおくりもの -Wind Pleasurable Box-』イメージソング   |
| 2005年12月29日 | Wind -a breath of heart- song collection extra. sora.                | 鳴風みなも（倖月美和）、丘野ひなた（笠井律子）、藤宮望（岡田純子）、藤宮わかば（あおきさやか）、月代彩（平井理子）                           | 「Magical Wish」 「Wind -ver. quintet-」 |                                                                         |
| 2015年         |                                                                      | |                                          |                                                                         |
| 11月26日       | ぷよぷよ ヴォーカルトラックス Vol.3                                  | ポポイ（倖月美和） | 「へっぽこ魔王最強伝説」                 | ゲーム『ぷよぷよ』関連曲                                                |

### シリーズ一覧
1. ↑  『ストライカーズ』『2012エクストリーム』（2011年）、『GO 2013』（2012年）